# Jantsangiin Gantögs
Jantsangiin Gantögs, född 12 april 1972, är en mongolisk bågskytt. Han deltog vid olympiska sommarspelen 2012 och 2016.